# Padroni (Colorado)
Padroni es un lugar designado por el censo ubicado en el condado de Logan en el estado estadounidense de Colorado. En el Censo de 2010 tenía una población de 76 habitantes y una densidad poblacional de 36,18 personas por km².

## Geografía
Padroni se encuentra ubicado en las coordenadas 40°46′55″N 103°10′24″O / 40.78194, -103.17333. Según la Oficina del Censo de los Estados Unidos, Padroni tiene una superficie total de 2.1 km², de la cual 2.1 km² corresponden a tierra firme y (0%) 0 km² es agua.

## Demografía
Según el censo de 2010, había 76 personas residiendo en Padroni. La densidad de población era de 36,18 hab./km². De los 76 habitantes, Padroni estaba compuesto por el 97.37% blancos, el 0% eran afroamericanos, el 1.32% eran amerindios, el 0% eran asiáticos, el 0% eran isleños del Pacífico, el 1.32% eran de otras razas y el 0% pertenecían a dos o más razas. Del total de la población el 7.89% eran hispanos o latinos de cualquier raza.